# イオン千歳店
イオン千歳店（イオンちとせてん）は、北海道千歳市に所在するイオン北海道運営の総合スーパー（GMS）である。

## 沿革
- 1978年（昭和53年）：「ニチイ千歳ショッピングデパート」（ニチイ千歳店）としてオープン[1][6]。
- 1996年（平成08年）：サティに業態転換し、「千歳サティ」として増床リニューアルオープン[6]。
- 2002年（平成14年）：ポスフールへの店名変更に伴い、「ポスフール千歳店」と改称[6]。
- 2011年（平成23年）：イオンへの店名変更に伴い、「イオン千歳店」と改称[6][7]。

## フロアとテナント

### フロア概要
核店舗のイオン千歳店と約50の専門店で構成される。
| 階   | フロア概要                                     |
| ---- | ---------------------------------------------- |
| 屋上 | 屋上駐車場                                     |
| 2階  | 直営売場・専門店街                             |
| 1階  | 直営売場・専門店街・フードコート・レストラン街 |

### 主なテナント
1階
- 餃子の王将（餃子・中華）
- ミスタードーナツ（ドーナツ）
- マクドナルド（ファストフード）
- サイゼリヤ（レストラン）
- サーティワンアイスクリーム（アイス）
- グリーンパークストピック（レディス・雑貨）
- チャンスセンター（宝くじ）

2階
- ライトオン（ジーンズ）
- タツミヤ（婦人衣料）
- ハニーズ（婦人服・雑貨）
- セリア（100円ショップ）
- JINS（メガネ）
- 玉光堂（CD・ビデオ）
- キッズパーク（ゲームセンター）

- カルチャーセンター「千歳道新文化センター」が入居している[8]。

※テナント情報は2022年5月時点
出店テナント全店の一覧詳細情報は公式サイト「専門店・フロアマップ」を、営業時間およびATMを設置している金融機関の詳細は公式サイトを参照。

## アクセス
北海道道258号早来千歳線（中央大通）沿い、ANAクラウンプラザホテル千歳や千歳市民文化センター（北ガス文化ホール）向かいに位置している。
バス
- 北海道中央バス（千歳営業所）・千歳相互観光バス・道南バス「イオン千歳店前」バス停下車

鉄道
- 北海道旅客鉄道（JR北海道）千歳駅から徒歩で約6分

自動車
- 道央自動車道 - 千歳ICより約10分
- 新千歳空港より約13分

## その他
- 千歳駅のJR利用者が駐車場を利用するケースが見られたことから、2018年11月より駐車場が有料化された[9]。